# Regionální decentralizovaný orgán Udine
Regionální decentralizovaný orgán Udine (italsky ente di decentramento regionale di Udine, zkratka EDR Udine) je italský státní úřad ustanovený v roce 2019, který začal fungovat k 1. červenci 2020. Územím své působnosti je totožný s provincií Udine, která byla zrušena v roce 2018. EDR Udine má obdobná práva a povinnosti, jako mívala stejnojmenná provincie. Udine sestává z 136 obcí.